# Камподенно
Камподенно (італ. Campodenno) — муніципалітет в Італії, у регіоні Трентіно-Альто-Адідже,  провінція Тренто.
Камподенно розташоване на відстані близько 500 км на північ від Рима, 22 км на північ від Тренто.
Населення — 1488 осіб (2014).
Щорічний фестиваль відбувається 22 вересня. Покровитель — San Maurizio.

## Демографія
Населення за роками:

Станом на 1 січня 2023 року в муніципалітеті офіційно проживало 86 іноземців з 16 країн, серед них 37 громадян країн Євросоюзу та 1 громадянин України.

## Сусідні муніципалітети
- Денно
- Спормаджоре
- Спорміноре
- Тон
- Вілле-д'Анаунія
- Конта